# Trachylepis irregularis
Trachylepis irregularis este o specie de șopârle din genul Trachylepis, familia Scincidae, descrisă de Einar Lönnberg în anul 1922. Conform Catalogue of Life specia Trachylepis irregularis nu are subspecii cunoscute.